# Сахновські
Сахновські (рос. Сахновские) — козацько-старшинський, а згодом також дворянський рід.
Існують однойменні роди зовсім іншого походження. Один з них був заснований отаманом Іваном Романовичем Сахновським (бл. 1710 — після 1750). До нього належав Володимир Микитович (1855–1917), доктор медицини, дійсний статський радник, лікарський інспектор Київської губернії, член багатьох київських доброчинних товариств.

## Походження
Нащадки Василя Софонійовича (Сафонтійовича) Сахненка, Менського городового отамана в 1672-77 рр. Чернігівського полку менський сотник Ігнат Василів син, за службу та вірність в 1709 р. від Петра І пожалуван двома сільцями та оних грамотою.
Рід внесений до 2-ї, 3-ї та 6-ї частин Родовідних книг Чернігівської, Полтавської і Харківської губерній.

## Опис герба
Щит увінчаний дворянським шоломом і короною. Нашоломник: діва в червоному одязі, що має на голові срібну хустку, а руками тримає два оленячі роги, що розходяться по бокам. Намет на щиті червоний, підкладений сріблом. (Наленч)
Герб роду Сахновських внесений в Частину 7 Загального гербовника дворянських родів Всероссійської імперії, стр. 156.

## Представники роду
Гнат Васильович Сахновський (бл. 1657 — бл. 1735), киселівський сотник (1681,1696), менський сотник (1698–1722), чернігівський полковий обозний (1722— 32). У 1690-х рр. власним коштом побудував Свято-Троїцьку церкву в м. Мена.
Один із синів Гната — Іван Гнатович (бл. 1677 — бл. 1768) — обіймав уряд сотника менського (1723—39) і чернігівського полкового обозного (1739—41, 1748—68). 
Онуки Гната: 
- Яким Іванович (бл. 1705–1781), сотник менський (1739—43), сотник вакансовий (1746), сотник березнинський (1748—69), чернігівський полковий обозний (1769);

- Григорій Іванович (бл. 1710 — після 1772), полтавський полковий суддя (1738— 68) та полковий обозний (1772);

- Іван Іванович (бл. 1724 — після 1774), чернігівський полковий осавул (1763—69);

- Петро Іванович (бл. 1726 — після 1768), сотник горошинський (1756—68);

- Павло Петрович (бл. 1724 — бл. 1790), сотник менський (1753—72).

Інші представники роду посідали уряди військових товаришів та бунчукових товаришів. Із цього роду походять також:
- Михайло Якимович (1743 — бл. 1810), статський радник (1801), чернігівський віце-губернатор (1803—09);

- Павло Якимович (бл. 1745–1806), син Якима Івановича та Г. П. Сангурської. У 1765 році одружився з донькою бунчукового товариша Костянтина Лизогуба Ганною (1745 р. н.). Сотник Березнянської сотні у 1770 1782 рр. (останній її сотник). Прем’єр-майор (1786). 19 липня 1791 р. одержав звання полковника. Комендант Чернігова (1797). Генерал-майор (1797). Помер 16 січня 1806 р. у Березні.[2]

- Яків Якимович (бл. 1752 — після 1820), голова Слобідсько-Української палати цивільного суду (1799–1820);

- Яким Якимович (бл. 1763 — після 1790), сотник менський (1783);

- Яків Петрович (бл. 1751 — після 1798), сотник Лубенського полку (1784);

- Андрій Григорович (бл. 1793 — бл. 1860), учасник російсько-швед. війни 1808—09 та російсько-турецької війни 1828–1829, війни 1812 та закордонного походу російської армії 1813—14, генерал-майор (1854), городничий у містах Кролевець (1851—54) та Сураж (нині місто Брянської області, РФ; 1854);

- Степан Якович (1788 — після 1841), генерал-майор у відставці (1840);

- Григорій Петрович (1847 — р. с. невід.), полтавський громадський діяч, член правління Полтавського земельного банку, гласний Полтавської міської думи;

- Яким Іванович (1831—95), учасник російсько-турецької війни 1877—1878, генерал-майор (1890), начальник арсеналу Східносибірського військового округу (1867—74), начальник окружного артилерійського складу Кавказького (1879—89) та Одеського (1889—95) військових округів;

- Олександр Якимович (1846–1909), учасник російсько-турецької війни 1877—78, генерал-лейтенант у відставці (1905), командир 2-ї бригади Кавказької гренадерської дивізії (1900—05);

- Павло Григорович (1853–1908), генерал-лейтенант у відставці (1905), генерал з особливих доручень при командуючому військами Фінляндського військ, округу (1901—04), начальник 1-ї Фінляндської стрілецької бригади (1904—05);

- Костянтин Вікторович (1879–1971), військовий інженер, науковець, фахівець у галузі залізобетонних конструкцій, генерал-майор інженерно-авіаційної служби (1942), д-р тех. н. (1942), професор (1935), зав. кафедри Ленінградського ін-ту інженерів цивільної авіації (1936—41) та Ленінградської військово-повітряної академії (1941— 62), заслужений діяч науки і техніки РРФСР (1954), дійсний член Академії будівництва і архітектури СРСР (1957), автор низки праць.

Імовірно, до цього роду належав також Григорій Григорович Сахновський (1891–1931), правник, письменник, поет, із 1917 — емігрант, співробітник белградської «Русской газеты», автор праці «Кризис социалистической идеи»(1927), романів «Разгоновы: Исторический роман-летопись» (1926), «Бури минувшие» (1933) та ін.